# Tchikita
Cet article possède un paronyme, voir Chiquita.
Singles de Jul
Mon bijou
(2016) C'est le son de la gratte
(2016)
Tchikita est une chanson du rappeur français Jul, parue le 19 septembre 2016. Elle devient l'un des principaux tubes du musicien. En juillet 2023, la chanson totalise plus de 300 millions de vues sur la plateforme YouTube. Le titre est certifié single de diamant et s'inspire du personnage "Chiquita" du roman Le Capitaine Fracasse de Théophile Gautier.

## Classement hebdomadaires
| Classement (2016)       | Meilleure position |
| ----------------------- | ------------------ |
| France (SNEP Streaming) | 1                  |
| France (SNEP)           | 3                  |

## Certification
| Pays          | Certification |
| ------------- | ------------- |
| France (SNEP) | Diamant       |